# Alicia Murría
Alicia Murría Pérez ( Zaragoza) es crítica e historiadora del arte española, comisaria de exposiciones especialista en arte contemporáneo. Fundó la revista de arte internacional Artecontexto en 2004 y desde entonces la dirige y edita.

## Trayectoria
Después de realizar sus estudios de Historia del Arte en Zaragoza, su ciudad natal, se trasladó a Madrid, ciudad en la que ha desarrollado su carrera profesional. En su faceta de crítica de arte ha colaborado en prensa diaria y en revistas especializadas, tanto españolas como extranjeras, entre ellas en las prestigiosas revistas internacionales Artforum, Art-Nexus, Flash Art, Lápiz, Atlántica, Cehar. Como comisaria ha sido responsable de numerosas exposiciones en algunas de las principales instituciones españolas, como 7.1 y 8.1 (CAAM, Las Palmas de Gran Canaria), Elahe Massumi, Terre di nessuno (Fundación Telefónica, Madrid), Muestra de Arte Injuve (Círculo de Bellas Artes, Madrid), Mujeres que hablan de mujeres (Espacio El Tanque, Santa Cruz de Tenerife), Circuitos (Sala de Recursos Culturales, Madrid), Insumisiones (Fundación Marcelino Botín, Santander), Espacio abierto / Open spaces (ARCO´ 01, Madrid), Futuropresente: Prácticas artísticas en el cambio de milenio (Sala de Exposiciones de la Comunidad de Madrid), Espacios públicos / Sueños privados (Sala de Exposiciones de la Comunidad de Madrid), Forms from Spain (Palacio de Exposiciones, Atenas), El ruido del tiempo (Canal de Isabel II, Madrid).
Uno de sus comisariados ha sido la exposición Imprimatur de la artista Montserrat Soto en las salas de Alcalá 31 de Madrid, dentro de la Sección Oficial de PhotoEspaña 2018. Dicha exposición de fotografías y vídeos estuvo centrada en la construcción de la herencia cultural mediante un diálogo entre la autora y Murría.
El comisariado más relevante que ha realizado es el de la exposición de la artista Eva Lootz en el CGAC de Santiago.
Otro comisariado  llevado a cabo por Murria ha sido el de la artista Premio Nacional Concha Jerez titulado Interferencias en los medios en el Museo de Arte Contemporáneo MUSAC de León, así como la exposición de técnicas mixtas y objetuales de la artista Elena Blasco en las Salas de Alcalá 31 de la Comunidad de Madrid.
Ha impartido conferencias, cursos y talleres sobre arte contemporáneo en diferentes instituciones españolas y extranjeras. Además, colabora habitualmente con instituciones y fundaciones dedicadas al arte emergente, y asesora a colecciones de arte actual, como por ejemplo en el CICLO 7. "Desmontajes. Imágenes y contradiscursos" en el Centro Montehermoso de Vitoria con los artistas Susana Casares / Alicia Framis / Dora García / Marta de Gonzalo y Publio Pérez Prieto / Julia Montilla / Precarias a la Deriva / Estíbaliz Sádaba / Virginia Villaplana en el año 2009.
Es habitualmente miembro de jurados nacionales e internacionales, así por ejemplo fue Comisaria de la primera edición de los Premios Altadis de Artes Plásticas y jurado en todas las siguientes ediciones de dicho premio hispano/francés.

## Publicaciones
Entre otras publicaciones realizadas con otros autores, se destaca las que ha publicado individualmente de textos para catálogos de exposiciones individuales y colectivas.
- Insumisiones, Villa Iris, Fundación Marcelino Botín
- El ruido del tiempo, publicado por la Comunidad de Madrid
- XLIV Certamen de Artes Plásticas 2007
- Elahe Massumi,  Fundación Telefónica de Madrid
- Mujeres que hablan de Mujeres, Cabildo insular de Tenerife[9]
- Pablo Serrano, Banco de Zaragoza
- Montserrat Soto': Imprimatur ISBN 9788445137123).